# Березницкая-Бруни, Елена Леонидовна
Елена Леонидовна Березницкая-Бруни (род. 18 января 1967) — российская журналистка, главный редактор Newsru.com (2001—2021).

## Биография
Училась в школе № 1531 в Москве. Окончила Московский государственный университет. В 1991 году её семья уехала в Израиль, а она осталась в России.
Состояла в браке с Львом Бруни (1950—2011), руководителем русской редакции французской службы новостей RFI.
Работала обозревателем в «Независимой газете» (в 1993 году) и газете «Сегодня» (с 1993 года). Также работала в Издательском доме Бурда, в газете «Время MN», в «Вестях.Ру» и заместителем пресс-секретаря компании «Медиа-Мост».
В 2000—2001 годах являлась главным редактором информационного IT-проекта «NTV.RU», в 2001—2021 годах — образованного на его основе интернет-издания Newsru.com.